# NGC 5995
NGC 5995 é uma galáxia espiral (Sa) localizada na direcção da constelação de Libra. Possui uma declinação de -13° 45' 26" e uma ascensão recta de 15 horas, 48 minutos e 24,9 segundos.
A galáxia NGC 5995 foi descoberta em 5 de Junho de 1836 por John Herschel.